# Comité Nacional Olímpico y Deportivo Francés
El Comité Nacional Olímpico y Deportivo Francés (en francés: Comité national olympique et sportif français, CNOSF) es el Comité Nacional Olímpico de Francia, fundado en 1894 y reconocido por el COI es mismo año.

## Historia
De acuerdo con las disposiciones del recién creado Comité Olímpico Internacional, varias personalidades, asesoradas por Pierre de Coubertin, crearon un Comité Olímpico (CO) en París a principios del otoño de 1894, con Félix Faure, Presidente de la República, como Presidente de Honor.
El renovador de los Juegos confió a este organismo, que presidía, la tarea de asegurar la participación francesa en los primeros Juegos Olímpicos y preparar la celebración de la segunda Olimpiada prevista para 1900 en París. Si los Juegos Olímpicos de Saint-Louis, para los que no viajó ningún atleta francés, no motivaron la continuidad de este organismo, la historia fue diferente para los de Londres en 1908.
En 1907, bajo los auspicios de los miembros franceses del Comité Olímpico Internacional (Pierre de Coubertin, Ernest Callot, H. Hébrard de Villeneuve, el conde Albert Bertier de Sauvigny), se formó un nuevo Comité francés. La reunión constitutiva tuvo lugar en el Automobile Club de France el jueves 17 de enero.
Al mismo tiempo, en 1908 se creó el Comité Nacional del Deporte (CNS), que se constituyó oficialmente en 1910. Iniciado por la Union des Sociétés Françaises de Sports Athlétiques, el CNS pretendía reunir a las federaciones o sindicatos para tratar temas comunes.
En 1913, el BDC se adscribió al CNS: los dos comités tenían una sede común y un único consejo y presidente. Pierre de Coubertin, además de ser el primer presidente del COF, que ejerció estas funciones hasta 1913, fue presidente del COI de 1896 a 1925. Ese mismo año, el COF y el NSC tuvieron una junta directiva y una presidencia separadas, pero el COF siguió bajo la égida del NSC.
En los años siguientes, los dos comités se reafirmaron en sus respectivas misiones: el COF se encargó de los desplazamientos y el alojamiento de la delegación francesa en los Juegos Olímpicos, y el CNS se ocupó de temas que afectaban a todos sus miembros, las federaciones deportivas.
Bajo la influencia del Comité Olímpico Internacional, el COF se hizo legalmente independiente en 1952. Desde entonces, el COF y el CNS coexisten. Sin embargo, en 1969 se elaboró un proyecto de fusión del CNS y del COF para reconstituir la unidad del movimiento deportivo francés. Tras una modificación de los estatutos de la CNS y la disolución del COF, el 22 de febrero de 1972 se creó la CNOSF como asociación registrada. La CNOSF se beneficia del reconocimiento de utilidad pública concedido en 1922 a la CNS.

## Estructura
La CNOSF está formada por 108 federaciones y agrupaciones deportivas que reúnen a 180.000 asociaciones deportivas para 18 millones de deportistas afiliados y 3.500.000 voluntarios. Las federaciones y sus miembros asociados están representados en una asamblea general que se reúne cada año y se dividen en colegios (olímpicos, deportivos, de afinidad y polideportivos, escolares y universitarios).
Al final de cada Olimpiada, una Asamblea General Extraordinaria elige una nueva Junta Directiva de 45 miembros. A continuación, estos miembros eligen un presidente de entre ellos y proponen su nombre para que sea validado por la asamblea general extraordinaria. Todos estos mandatos tienen una duración de una olimpiada (4 años).
El ejecutivo de la CNOSF se organiza en torno a un consejo de administración, compuesto por 7 miembros del consejo de administración (presidente, tesorero y secretario general, vicepresidentes delegados), a veces ampliado (9 miembros incluyendo los 2 vicepresidentes no delegados). Los órganos consultivos, las comisiones y los consejos interfederales también se ocupan de asuntos específicos o comunes de los miembros.

## Presidentes del Comité Nacional Olímpico y Deportivo Francés
| Presidente         | Período       |
| ------------------ | ------------- |
| Claude Collard     | 1972-1982     |
| Nelson Paillou     | 1982-1993     |
| Henri Sérandour    | 1993-2009     |
| Denis Masseglia    | 2009-2021     |
| Brigitte Henriques | 2021-presente |